# Upplands runinskrifter 1001

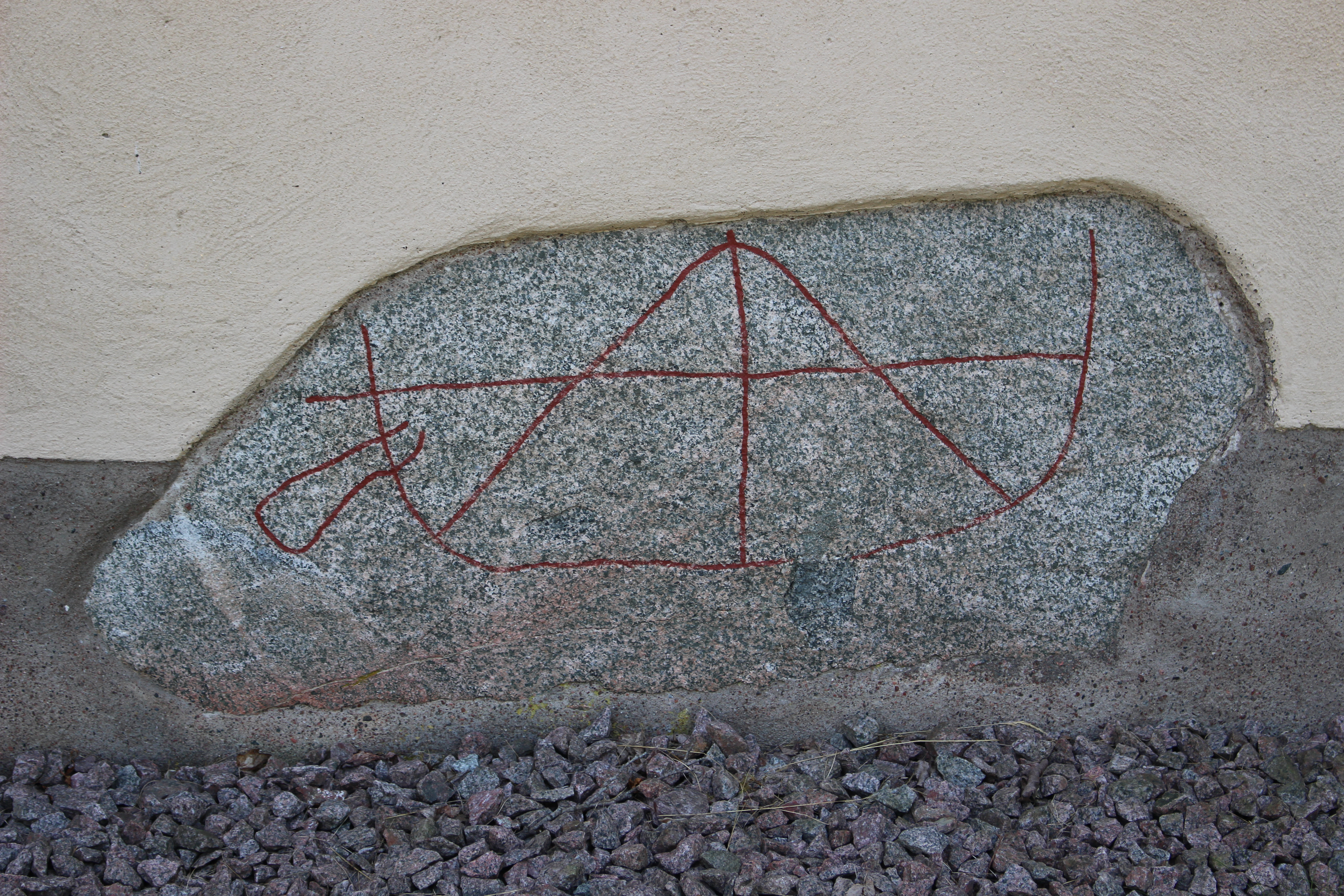
Runstenen i kyrkans norra vägg.

Upplands runinskrifter 1001, med signum U 1001, är en vikingatida sten i Rasbo kyrka, Rasbo socken och Uppsala kommun. Ristningen var försvunnen men återfanns 1965. Ristningen är inmurad i den norra kyrkoväggen, 0,5 meter hög och 1,3 meter lång. Ristningen är rent ornamental och består av ett skepp. Stilen på ristningen är enkel och påminner om de som återfunnits på mynt från 800-talets Birka, och Bengt Bergman menade att det inte kan uteslutas att stenen också är från ungefär samma tid.